# Романов, Владислав Анатольевич
Владисла́в Анато́льевич Рома́нов (17 февраля 1937 — 21 марта 2000) — старший мастер Магнитогорского металлургического комбината имени В. И. Ленина Министерства чёрной металлургии СССР, Челябинская область. Герой Социалистического Труда (28.01.1982).

## Биография
Родился 17 февраля 1937 года в городе Свердловске (ныне — Екатеринбург) в семье служащих. Русский.
Трудовой путь начинал вальцовщиком среднесортного стана на металлургическом комбинате в городе Сталинске (с 1961 года — Новокузнецк) Кемеровской области. В 1959 году переехал в город Магнитогорск Челябинской области, где устроился оператором ножниц по разделке горячего металла на Магнитогорский металлургический комбинат (ММК). Окончил с отличием индустриальный техникум и вечернее отделение Магнитогорского горно-металлургического института (ныне — Магнитогорский государственный технический университет имени Г. B. Носова).
В дальнейшем работал вторым оператором главного поста слябинга, подменным оператором, подменным начальником смены, старшим мастером по производству обжимного цеха № 1 ММК. За высокие трудовые достижения по итогам 1973 года — третьего, решающего года девятой пятилетки (1971—1975) — награждён орденом «Знак Почёта», а по итогам 1976 года — орденом Октябрьской Революции. Передавал свой опыт румынским металлургам, за что был награждён медалью Румынии.
В своей работе активно использовал техническое творчество. Ещё в бытность на слябинге разработал ряд интересных инженерных решений по устранению «узких мест» производства. Благодаря этому в 1977 году на слябинге был превзойдён рекордный по стране показатель годового производства — семь миллионов тонн. Автор более 35 рационализаторских предложений, направленных на совершенствование оборудования и технологических процессов, облегчение условий труда прокатчиков, эффект от внедрения которых составил около миллиона рублей в год. Использование только одной его разработки по механизации уборки шлака позволило освободить от тяжёлого, изнурительного ручного труда на уборке окалины четыре бригады.
Указом Президиума Верховного Совета СССР от 28 января 1982 года за выдающиеся производственные достижения, успешное выполнение социалистических обязательств десятой пятилетки и 1981 года по выпуску продукции, улучшению её качества, повышению производительности труда и проявленную трудовую доблесть Романову Владиславу Анатольевичу присвоено звание Героя Социалистического Труда с вручением ордена Ленина и золотой медали «Серп и Молот».
В последующие годы и до выхода на пенсию работал заместителем начальника обжимного цеха № 1, начальником стана «2500» горячей прокатки листопрокатного цеха № 4 ММК.
В жизни Владислава Анатольевича были две страсти — металлургия и шахматы. Первый разряд по шахматам он получил в 1955 году. Друзья и коллеги шутили, что в металлургии он — гроссмейстер, а в шахматах — перворазрядник. Неоднократно Романов выигрывал личное первенство комбината по шахматам, а в 1972 году одержал самую значимую для себя победу — стал чемпионом города по классическим шахматам среди мужчин.
Жил в Магнитогорске. Умер 21 марта 2000 года. Похоронен на Левобережном кладбище Магнитогорска.

## Награды
- Орден Ленина (28.01.1982)
- Орден Октябрьской Революции (12.05.1977)
- Орден «Знак Почёта» (19.02.1974)
- Медаль «В ознаменование 100-летия со дня рождения Владимира Ильича Ленина» (6 апреля 1970)
- Медаль «Ветеран труда»
- Медаль «За трудовую доблесть»
- нагрудный знак «Отличник соцсоревнования Минмонтажспецстроя СССР».
- Лауреат Юбилейной премии ММК.

## Память
- На могиле Героя установлен надгробный памятник.
- Имя В. А. Романова занесено в энциклопедию города Магнитогорска.
- В память о знаменитом металлурге с 2004 года проводятся шахматные турниры[2].
- На доме по адресу: улица Труда, 18, установлена мемориальная доска.
- В 2012 году остановка «Улица Труда, 23» переименована в остановку «Улица Героя Социалистического Труда Владислава Романова».